# Plebejus agathon
Plebejus agathon är en fjärilsart som beskrevs av Pierre André Latreille och Jean Baptiste Godart 1819. Plebejus agathon ingår i släktet Plebejus och familjen juvelvingar. Inga underarter finns listade i Catalogue of Life.